# Ngủ ngáy
Ngủ ngáy hay còn gọi là ngáy khi ngủ, là triệu chứng xảy ra trong lúc ngủ: vùng họng sau bị hẹp lại. Khi người ngủ hít thở, một lượng khí vào, nhưng do đi qua một vùng hẹp hơn làm các niêm mạc mô xung quanh rung lên tạo nên một loại âm thanh mà người ta gọi đó là ngáy. Vùng hẹp đó có thể ở vùng mũi, miệng hoặc là họng. Những âm thanh này thường gây khó chịu cho những người xung quanh, tuy nhiên người ngủ ngáy lại thường không nghe và biết việc đó.
Theo cuộc nghiên cứu trên 2.000 người tại Canada có khoảng hơn 70% là nam giới ngáy khi ngủ và hơn 50% là nữ giới.

## Nguyên nhân
Ngủ ngáy vì nhiều nguyên nhân như do mắc bệnh dị ứng, amiđan quá to, viêm xoang, phong mũi... hoặc do những dị dạng bẩm sinh như cổ họng hẹp, cuống lưỡi to, cuống họng dài, ngoài ra ngáy ngủ còn do uống rượu say ngủ mê mệt, cơ thể quá béo khiến mỡ bám dày cổ họng và hút thuốc lá nhiều khiến khói ám làm cổ họng hẹp đi.

## Cấp độ ngủ ngáy
Triệu chứng ngáy ngủ có thể chia làm 3 cấp độ: 
- Cấp độ 1: ngáy ít, tiếng ngáy không to và khi nằm nghiêng sẽ ngừng ngáy.
- Cấp độ 2: ngáy vừa phải, ngáy to hơn và khi nằm ngủ ở tư thế nghiêng sẽ hết ngáy.
- Cấp độ 3: ngáy rất to ở mọi tư thế nằm ngủ và kèm theo triệu chứng nghẹt thở nhất thời, khiến người ngáy tỉnh giấc với trạng thái mệt mỏi. Mức độ này có thể nguy hiểm tới bệnh nhân.[1]

## Tác hại
Bệnh ngủ ngáy thường gây khó chịu cho người ngủ cùng, đôi khi còn có tác động tiêu cực tới cuộc sống vợ chồng. Tuy nhiên, nguy hại thực sự đáng lo ngại là sức khỏe người mắc bệnh ngủ ngáy. Ngủ ngáy ở trẻ em, ngoài việc cản trở sự phát triển trí não ở trẻ còn có thể dẫn tới tình trạng trẻ bị ngừng thở và tử vong.
Người ngáy thường có nguy cơ ngưng thở khi ngủ do các phần mềm và niêm mạc của cuống họng làm nghẹt khí quản, hai lá phổi và não bị thiếu dưỡng khí. Khi đó, não sẽ phát ra tín hiệu làm giãn nở cuống họng và khí quản, làm cho quá trình hô hấp trở lại bình thường. Nếu những rối loạn diễn ra liên tục sẽ gây ra chứng ngưng thở khi ngủ, khiến giấc ngủ không ngon và thời kỳ ngủ say bị ngắt quãng. Hậu quả là bộ não không nghỉ ngơi hoàn toàn sau một ngày hoạt động, khiến người bệnh trở nên mệt mỏi, giảm năng suất làm việc, không tập trung, lâu dần sẽ suy giảm trí nhớ. Ngoài ra, bệnh ngáy ngủ còn dẫn đến nhiều nguy cơ mắc các chứng bệnh khác như huyết áp cao, suy giảm khả năng tình dục, bệnh nhồi máu cơ tim, tim loạn nhịp hoặc bệnh đột tử trong khi ngủ...
Khi bị ngủ ngáy, trẻ thường ngủ một cách rất khó nhọc, không say, không sâu ảnh hưởng đến sự phát triển thể chất và trí tuệ do não thiếu oxy khi ngủ. Và do khi ngủ phải há miệng để thở nên sau nhiều năm, trẻ sẽ có bộ mặt của người bị VA điển hình: Da xanh, chóp mũi nhỏ hơn, môi vều, mặt dài do xương hàm trên phát triển kém, cằm nhô ra…
Ngủ ngáy ở trẻ nhỏ còn dẫn đến tình trạng trẻ bị ngừng thở khi ngủ có thể nguy hiểm tính mạng. Ngoài ra, với trẻ bị ngủ ngáy trẻ cũng dễ mệt mỏi, khó tập trung học hành do thường xuyên bị thức giấc giữa đêm. Hệ tim mạch của trẻ cũng vì thế mà sẽ bị tổn thương sau một thời gian dài.

## Cách điều trị
Có nhiều cách trị liệu triệu chứng ngáy ngủ, trong đó thông dụng nhất được áp dụng ở các gia đình là người nhà giúp người mắc bệnh thay đổi tư thế ngủ, từ nằm ngửa chuyển sang nằm nghiêng.
Tuy nhiên, đối với những người ngáy ngủ ở mọi tư thế (cấp độ nặng), có phác đồ điều trị được các thầy thuốc khuyên dùng như cho bệnh nhân thở oxy trong khi ngủ. Cách này có tác dụng gần 100% nhưng bất tiện khi bệnh nhân đang di chuyển trên đường hoặc ở nơi tạm trú.
Gần đây y học chú trọng điều trị bệnh ngáy ngủ bằng cách cải thiện sức khỏe của cơ thể bệnh nhân như phác đồ giảm cân, giảm uống rượu bia, cai hút thuốc lá...Trong trường hợp không có kết quả, bệnh nhân có thể được tiến hành giải phẫu mở rộng đường họng, chích cuống họng, cuống lưỡi, cắt amiđan để tăng cường lưu thông đường hô hấp. Phương pháp này thường làm bệnh nhân đau và vết mổ lâu lành.
Phác đồ trị bệnh ngáy ngủ mới nhất theo công nghệ của các nước Đức, Mỹ và bắt đầu được du nhập vào một số nước Đông Nam Á như Singapore, Malaysia, Thái Lan... gọi là Phác đồ Pillar. Đây là phác đồ trị bệnh tiện lợi, nhanh chóng, ít đau đớn và khá hiệu quả.
Bác sĩ sẽ cấy vào cùng một vùng trên hàm ếch (trong miệng) 3 sợi chỉ que có độ cứng và dài khoảng hơn 1 cm (được làm từ chất liệu dùng để khâu thành mạch tim nên khi đưa vào cơ thể không gây phản ứng phụ). Việc ghim 3 "que chỉ" này giúp cho hàm ếch căng và cứng hơn, giảm được độ rung khiến bệnh nhân dễ hít thở hơn và không phát ra tiếng ngáy trong khi ngủ.
Khi áp dụng phác đồ pillar, bệnh nhân chỉ đau nhẹ và trong 2-3 ngày là khỏi và phác đồ này có thể áp dụng đối với mọi đối tượng, lứa tuổi, giới tính. Tuy nhiên, chi phí cho một ca trị bệnh ngáy ngủ kiểu này còn tương đối cao, khoảng 650 - 1.000 USD.
Các cách chữa trị đơn giản:
- Giảm cân nếu là người béo phì.
- Tập thể dục thường xuyên, vừa để giảm cân nặng vừa tăng oxy cho não.
- Tránh uống rượu 4 tiếng trước khi ngủ
- Không nên dùng thuốc an thần hoặc bất cứ loại thuốc nào làm cho các cơ bắp trong cuống họng chùng xuống.
- Tránh ăn nhiều vào bữa tối.
- Cần chữa dứt điểm chứng viêm mũi dị ứng.
- Khi ngủ, nằm ngủ nghiêng và giữ cho đầu cao để dễ thở hơn.
- Nếu xuất hiện các biến chứng ở tim và phổi, người bệnh cần được đeo máy bơm không khí cao áp, đưa không khí vào mũi và phổi, giúp thở được bình thường.
- Có thể dùng một dụng cụ nha khoa làm cho hàm ếch không chùng xuống và lưỡi nhỏ không bít khí quản.
- Nếu bệnh quá nặng, cần phẫu thuật bằng laser, đốt các phần mềm cuống họng. Thủ thuật này rất nhanh mà không cần gây mê, chỉ điều trị khoảng 3-5 lần là có hiệu quả.[3]